# مان‌یوشو

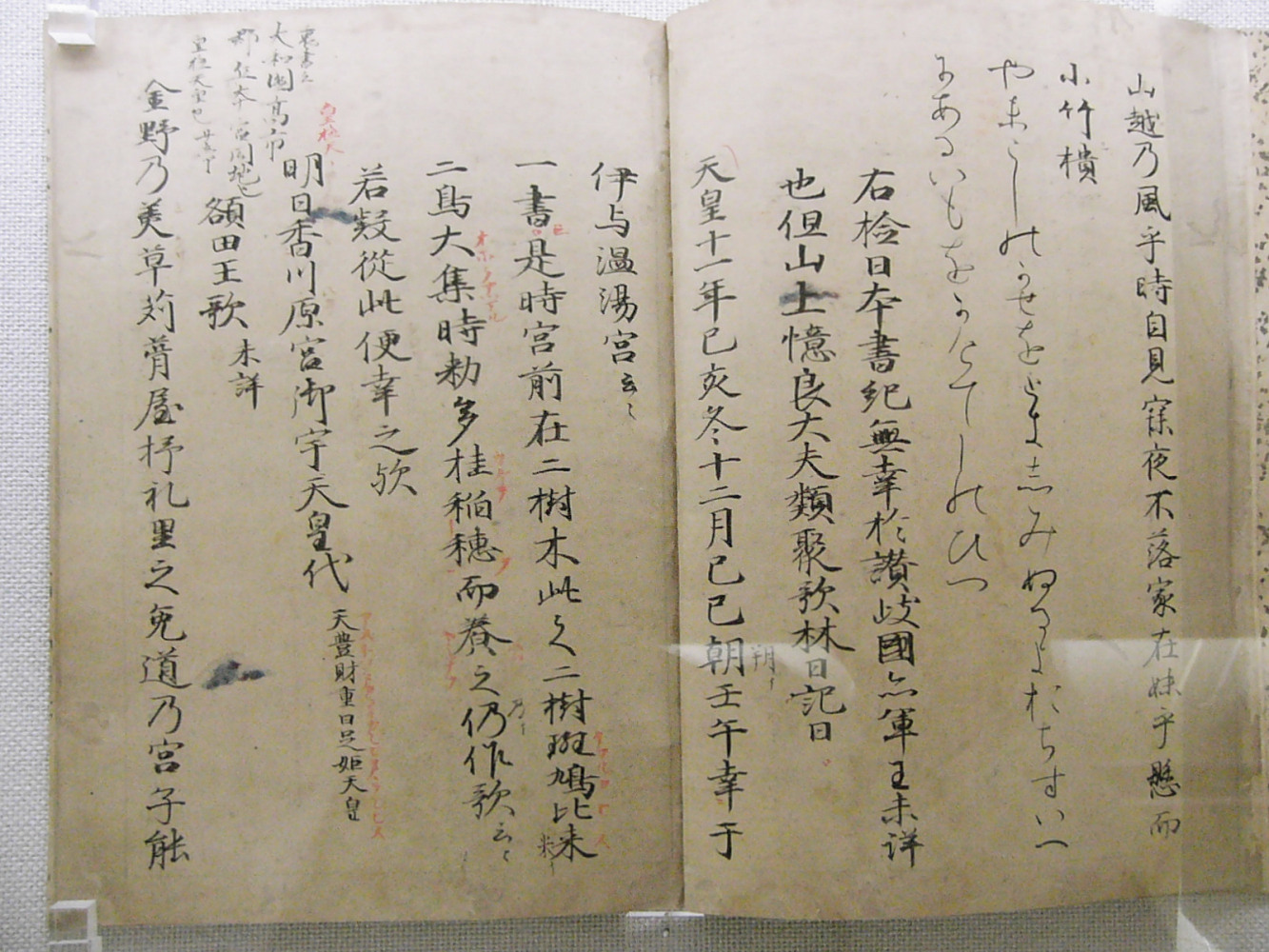
یک نسخه از کتاب

مان‌یوشو یا مجموعهٔ ده هزار برگ (به ژاپنی: 万葉集, man'yōshū) قدیمی‌ترین مجموعه شعر ژاپنی است که به‌جای مانده‌است. جمع‌آوری این مجموعه از اواسط قرن هفتم تا اواسط قرن هشتم میلادی انجام گرفته و در حدود سال ۷۵۹ میلادی، در دوره نارا به پایان رسیده‌است. این کتاب دارای بیش از ۴۵۰۰ قطعه شعر است که این اشعار توسط گروه‌های مختلف اجتماعی از امپراتور و اشراف تا نظامیان و خدمه سروده شده‌است. این کتاب گذشته از اینکه یکی از مهمترین کتاب‌های ادبی ژاپن به شمار می‌رود به سبب اینکه برخی از شعرها با لهجه سروده شده‌اند و محل تولد شاعر نیز در کنار این اشعار آمده‌است، یکی از منابع تاریخی مهم در لهجه‌شناسی ژاپنی نیز هست. 